# Lakeway (Texas)
Lakeway es una ciudad ubicada en el condado de Travis en el estado estadounidense de Texas. En el Censo de 2010 tenía una población de 11.391 habitantes y una densidad poblacional de 416,6 personas por km².

## Geografía
Lakeway se encuentra ubicada en las coordenadas 30°21′17″N 97°58′47″O / 30.35472, -97.97972. Según la Oficina del Censo de los Estados Unidos, Lakeway tiene una superficie total de 27.34 km², de la cual 26.35 km² corresponden a tierra firme y (3.62%) 0.99 km² es agua.

## Demografía
Según el censo de 2010, había 11.391 personas residiendo en Lakeway. La densidad de población era de 416,6 hab./km². De los 11.391 habitantes, Lakeway estaba compuesto por el 92.36% blancos, el 0.97% eran afroamericanos, el 0.26% eran amerindios, el 3.23% eran asiáticos, el 0.03% eran isleños del Pacífico, el 1.07% eran de otras razas y el 2.07% pertenecían a dos o más razas. Del total de la población el 7.34% eran hispanos o latinos de cualquier raza.

## Educación

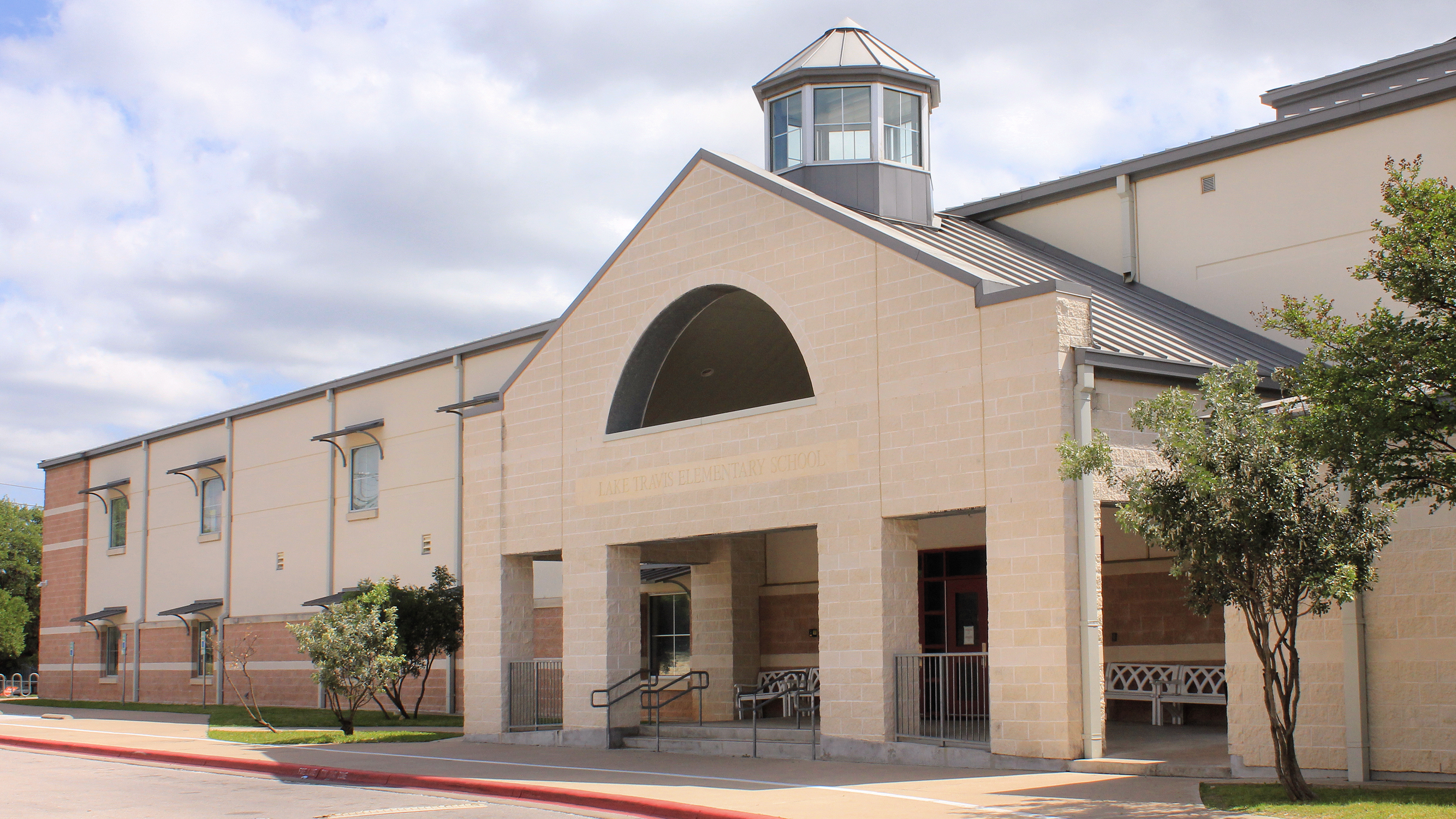
Escuela Primaria Lake Travis

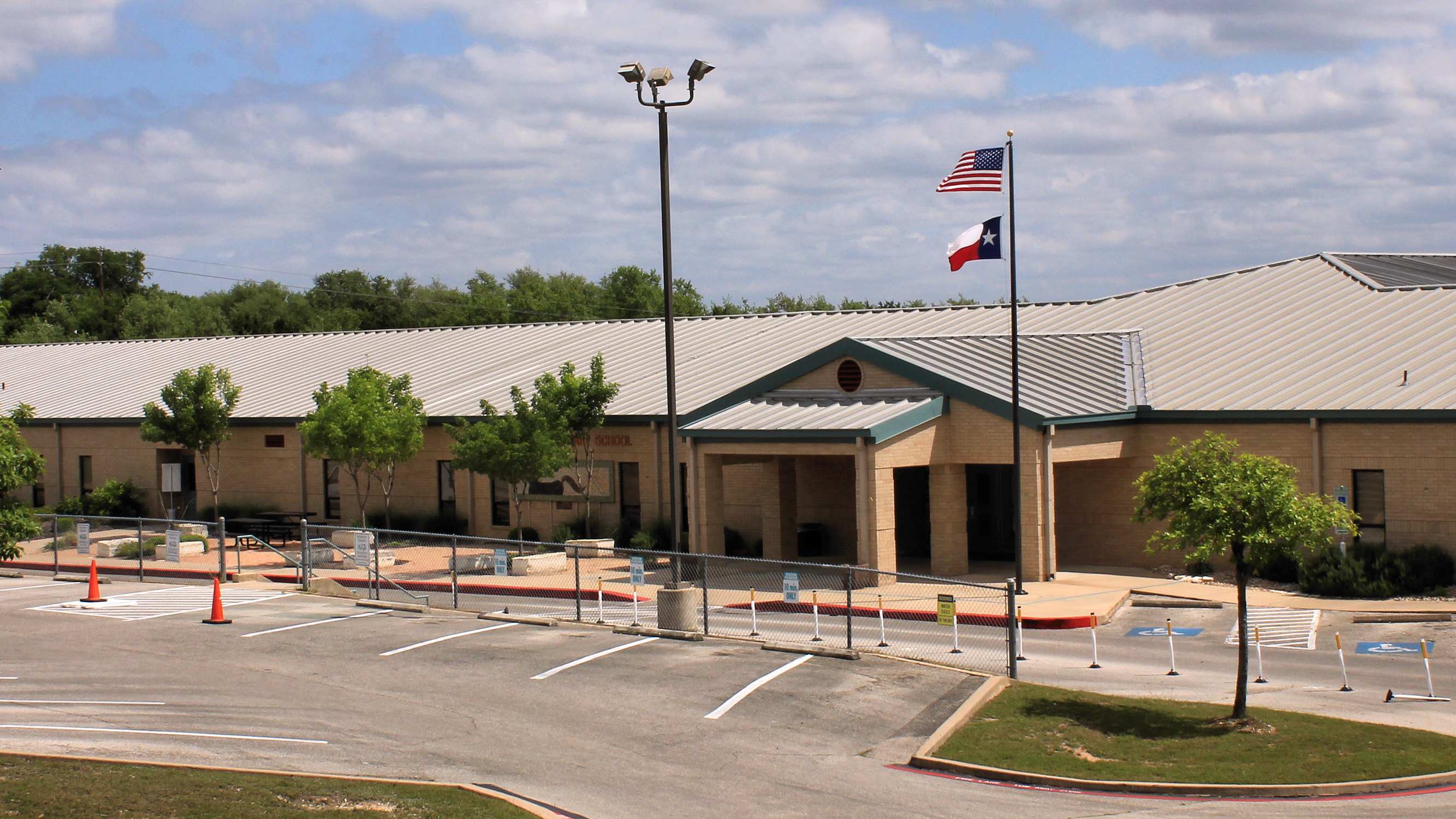
Escuela Primaria Lakeway

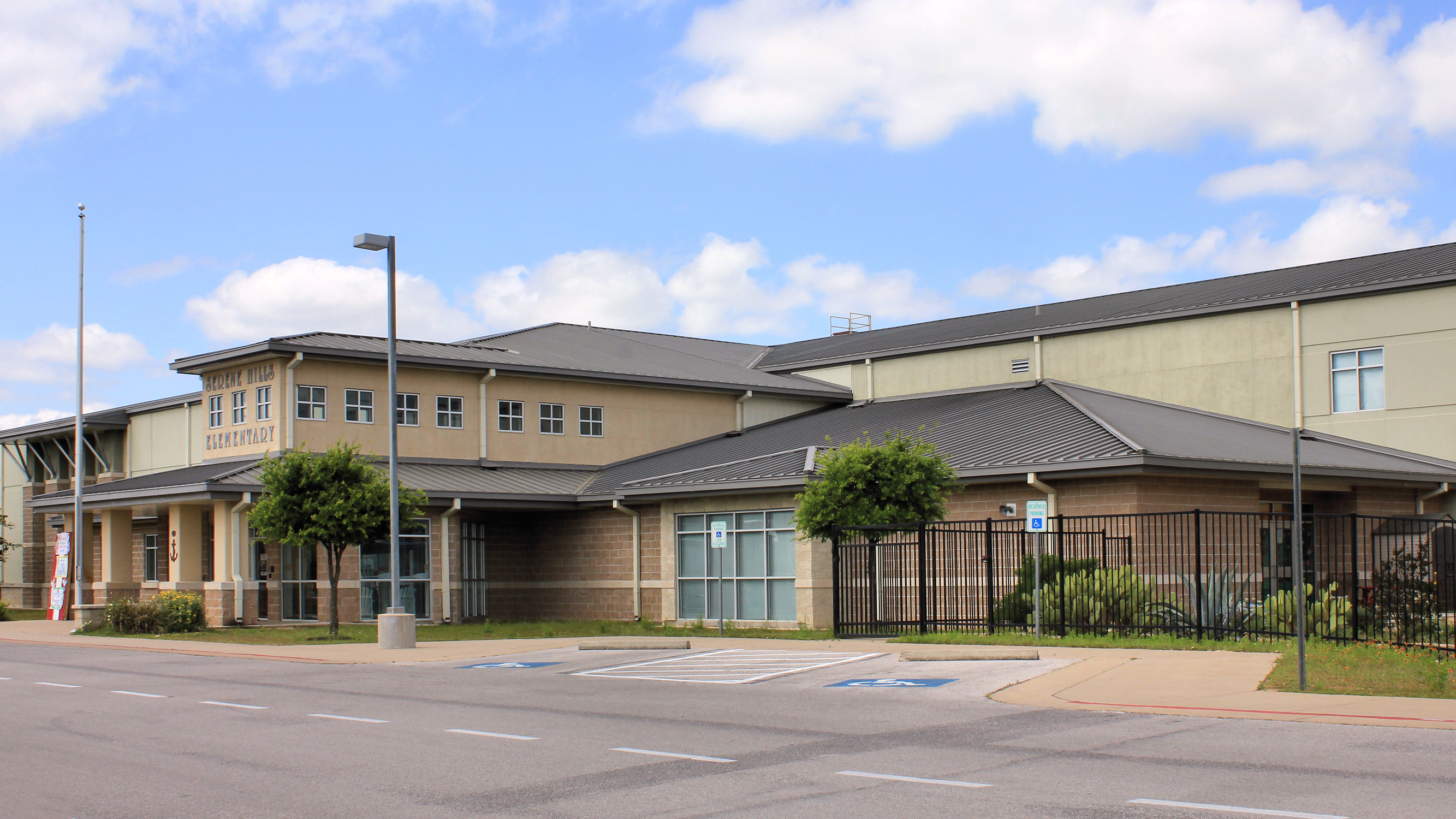
Escuela Primaria Serene Hills

El Distrito Escolar Independiente de Lake Travis gestiona las escuelas públicas que sirven a la ciudad. Tres escuelas primarias, la Escuela Primaria Lake Travis, la Escuela Primaria Lakeway, y la Escuela Primaria Serene Hills, sirven a partes de Lakeway. Dos escuelas secundarias (middle schools) en áreas no incorporadas unincorporated areas fuera de Lakeway, la Escuela Secundaria Hudson Bend y la Escuela Secundaria Lake Travis, sirve a partes de Lakeway. La Escuela Preparatoria Lake Travis sirve a toda de la ciudad.
Antes de 2008 la Escuela Primaria Lake Pointe sirvió a una parte de Lakeway.